# Karl Brand (Politiker)
Karl Brand (* 10. Oktober 1897 in Schwemlingen; † 28. Februar 1978 in Merzig) war ein deutscher Widerstandskämpfer gegen den Nationalsozialismus und Kommunalpolitiker der KPD.

## Leben
Karl Brand wuchs als Sohn eines Fabrikarbeiters in Schwemlingen auf, wo er die katholische Volksschule besuchte. Anschließend wurde er Metzgergeselle in Mettlach. Im Ersten Weltkrieg diente er an der Front, danach verdiente er seinen Lebensunterhalt als Krankenpfleger. Nachdem er 1921 seine Frau Maria Brand (geborene Holzhauser) ehelichte, wechselte er an die Dillinger Hütte. Dort wurde er 1929 entlassen. Kurz darauf schloss er sich der KPD an und wurde erster Vorsitzender in Merzig, das zu dieser Zeit noch zum Saargebiet gehörte. 1932 wurde er in den Merziger Kreis- und Stadtrat gewählt. 1935 fand der Volksentscheid über den Verbleib des Saargebietes statt. In diesem sogenannten Abstimmungskampf engagierte er sich gegen die Deutsche Front, die sich dafür einsetzte, dass das Saargebiet zum Deutschen Reich gehören sollte. Über 90 % der Bevölkerung stimmte für die Rückkehr ins Deutsche Reich. Nach der Angliederung des Saargebiets an das Deutsche Reich emigrierte er nach Frankreich.
Im Exil organisierte er den Flugblattschmuggel des „Sturmtrupp Engels“ unter der Leitung von Max Bärwolf, einer Nachfolgeorganisation des Roten Frontkämpferbundes. Nach Beginn des Krieges 1939 wurde Brand von den französischen Behörden interniert. Zwar gelang ihm die Flucht, doch erpressten die französischen Behörden Brand, indem sie die Lebensmittelzuteilung an seine Frau und deren Kinder sperrten, die sich im südlichen Teil Frankreichs aufhielten. Brand stellte sich zusammen mit seinem Sohn Phillipp den deutschen Behörden. 1941 wurde er verhaftet. Nach einem kurzen Aufenthalt im Zuchthaus Zweibrücken wurde er bis Kriegsende im Konzentrationslager-System des Deutschen Reiches festgehalten.  Er war interniert in Buchenwald, Natzweiler-Struthof und zuletzt in Dachau, wo er 1945 von US-amerikanischen Truppen schließlich befreit wurde.
Brand wirkte anschließend in der Jugendförderung von Merzig mit und war im Vereinsvorstand der Sportvereinigung Merzig. Von 1956 bis 1960 hatte er einen Sitz im Merziger Stadtrat.